# Me'Lisa Barber
Pour les articles homonymes, voir Barber.
Me'Lisa Barber, née le 4 octobre 1980 à Livingston dans le New Jersey, aux États-Unis est une athlète américaine, pratiquant le sprint. Elle est la sœur jumelle de Mikele Barber. 
Polyvalente, elle commença sa carrière sur 400 m, avant de s'orienter vers le 100 m, ce qui la fit connaître du grand public. Actuellement, son record sur la ligne droite (100 m) est de 10 s 95. À la fin de la saison 2006, elle se sépare de son entraîneur, le controversé Trevor Graham, impliqué dans plusieurs affaires de dopage depuis dix ans. Les derniers cas en date, étant Justin Gatlin, et son ex-athlète, Marion Jones.

## Palmarès

### Championnats du monde d'athlétisme
- Championnats du monde d'athlétisme 2003 à Paris ( France)
  -  Médaille d'or en relais 4 × 400 m
- Championnats du monde d'athlétisme 2005 à Helsinki ( Finlande)
  - 5e sur 100 m
  -  Médaille d'or en relais 4 × 100 m

### Championnats du monde d'athlétisme en salle
- Championnats du monde d'athlétisme en salle de 2006 à Moscou ( Russie)
  -  Médaille d'or sur 60 m

### Jeux panaméricains
- Jeux Panaméricains de 2003 à Saint-Domingue ( République dominicaine)
  - 5e sur 400 m
  -  Médaille d'or en relais 4 × 100 m

### Championnats des États-Unis
- 5e sur 400 m en 2003
- Médaille d'or sur 400 m en 2005
- 4e sur 200 m en 2005